# Un home solitari
Un home solitari (originalment en anglès, Solitary Man) és una pel·lícula estatunidenca de 2009 codirigida per Brian Koppelman i David Levien. La pel·lícula és protagonitzada per Michael Douglas, Susan Sarandon, Jenna Fischer, Jesse Eisenberg, Mary-Louise Parker i Danny DeVito. La pel·lícula va rebre crítiques generalment positives, tot i que va recaptar només 5,68 milions de dòlars contra un pressupost de 15 milions de dòlars. S'ha doblat al català oriental i al valencià.

## Repartiment
- Michael Douglas com a Ben Kalmen
- Mary-Louise Parker com a Jordon Karsch
- Jenna Fischer com a Susan Porter
- Imogen Poots com a Allyson Karsch
- Susan Sarandon com a Nancy Kalmen
- Danny DeVito com a Jimmy Marino
- Jesse Eisenberg com a Daniel Cheston
- Ben Shenkman com a Peter Hartofilias
- David Costabile com a Gary Porter
- Richard Schiff com a Steve Heller
- Bruce Altman com el Dr. Steinberg
- Olivia Thirlby com a Maureen (sense acreditar)
- Arthur J. Nascarella com a Nascarella
- Lenny Venito com a Todd The Building Manager
- Douglas McGrath com a Dean Edward Giletson
- Gillian Jacobs com a noia alta